# Saga de Chanur
La Saga de Chanur es una serie  de cinco novelas de ciencia ficción escritas por la autora americana C. J. Cherryh y publicadas por DAW Books entre 1981 y 1992. La primera novela en la serie es El Orgullo de Chanur (1981), nominada para los Premios Hugo y Locus en 1983. El Orgullo de Chanur, que iba a ser una novela independiente, fue seguida por La Aventura de Chanur, Los Kif Contraatacan y El Regreso de Chanur. A estas seguiría posteriormente una secuela, El Legado de Chanur (1992). Las cinco novelas fueron también publicadas en dos ediciones especiales en 2000 y 2007 (Chanur Endgame).

Ambientadas en una región del universo conocida como "El Pacto", las novelas son ejemplos inusualmente realistas de ópera espacial, dando más importancia a las confrontaciones verbales, la manipulación política y el choque de intereses económicos que a las batallas espaciales.

## El Pacto
La serie está ambientada en el mismo universo de otra de sus novelas (Downbelow Station), pero en una región espacial diferente ocupada por varias civilizaciones unidas por tratados de comercio. El Pacto no es una organización política y no tiene ningún gobierno común: trata únicamente de comercio y dinero, dejando que las civilizaciones resuelvan sus conflictos entre ellas.
El territorio humano está cerca de las fronteras de los kif y los knnn, la especie más agresiva y la más enigmática respectivamente. El primer contacto entre los humanos y El Pacto sucede cuándo un ambicioso kif hakkikt (príncipe) captura una nave de exploración humana, de la que Tully es el único superviviente. Cuando los kif atracan en la Estación "Punto de Encuentro" Tully logra escapar y se esconde en la nave de la mercader Pyanfar Chanur, una hani. Esto provoca los acontecimientos de la primera novela.

## Especies del Pacto

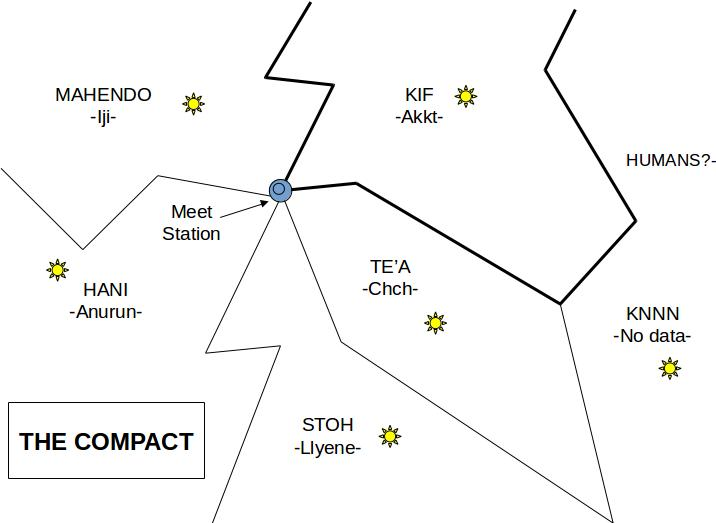
Mapa espacial del Pacto

### Respiradoras de oxígeno

#### Hani
Sistema: Anuurn
Son una especie felina muy parecida a los leones. Las mujeres son más pequeñas que los humanos, pero sus machos son mucho más grandes. Fueron descubiertos por los mahendo, que les ayudaron a llegar al espacio, por lo que mayor parte de su tecnología deriva de los mahendo.
Viven en clanes autónomos cada uno de los cuales tiene un único macho, el señor de clan. Un macho puede reclamar un clan derrotando al señor anterior en combate personal. Todos los otros machos son expulsados del clan al llegar a adultos y deben vivir en el exilio con sus compañeros, entrenándose en la lucha y esperando a la oportunidad de optar a un desafío. Por esta razón y porque los machos son emocionalmente inestables , las hembras son las únicas que trabajan y que van al espacio. 
Los clanes están unidos por anfictionía para el control de recursos escasos. Su mundo natal está gobernado por un consejo inspirado en la política Mahendo llamado el han. La política hani se basa en la tradición y se basa en conceptos como lealtad, honor, contienda de sangre y palabra.
Una de las lenguas hani es la base del pidgin, el lenguaje universal del Pacto porque es gramatical y resulta fonéticamente fácil para las otras especies (pero no tanto para los humanos).

#### Mahendo'sat
Sistema: Iji
Son parecidos a primates, de color negro o marrón y del tamaño de humanos o más grandes. Son muy curiosos, innovadores y conciliadores.  Su sistema político está basado en el concepto de Personaje, una figura carismática con crédito social; el poder de un Personaje está determinado por el número de sus seguidores, pero un seguidor puede debilitar o fortalecer a  su Personaje, dependiendo de si sus acciones en el nombre de su Personaje son beneficiosas o no. A un extranjero puede parecerle que un personaje mahen promueve políticas contradictorias al mismo tiempo. Los Mahendo son torpes con los idiomas —muchos de ellos puede que ni siquiera dominen el pidgin—, pese a son bastante elocuentes con sus propios lenguajes. Los Mahendo son el "pegamento" del Pacto, siempre intentan mantener el equilibrio y la paz entre sus belicosos vecinos. Siempre buscan nuevos horizontes, por eso están interesados en los humanos.

#### Stsho
Sistema: Llyene
Los Stsho son seres muy frágiles y esbeltos parecidos a pájaros de color blanco. Son herbívoros, xenófobos pero no agresivos. No permiten que otras especies que respiren oxígeno entren en su territorio y mantienen la auténtica ubicación de su mundo como un alto secreto. Los Stsho confían en la riqueza, el comercio, y las alianzas para mantener su posición dentro del Pacto. Contratan a otras especies para su protección y para mantener el orden en sus estaciones espaciales, normalmente a mercenarios mahendo. Prefieren los placeres delicados y la tranquilidad, su discurso es extremadamente ceremonioso y políticamente correcto. Tienen tres géneros, gtst, gtste y gtsto, que pueden cambiar con el tiempo. Sólo los gtst (sexo indeterminado) tratan con las otras especies. Existe un cuarto estado, gtsta, en el que el individuo recibe el trato de santidad.

#### Kif
Sistema: Akkht.
Los Kif son seres sin pelo de color gris con grandes hocicos, parecen ratas bípedas. Son carnívoros. Son la especie más alta en el Pacto, rápidos y mortíferos. Son predadores nocturnos que poseen dos conjuntos de dientes (exteriores para morder e interiores para masticar), con sus gargantas desajustadas para tragar comida sólida.
Su sistema social y político depende del sfik, una combinación personal de autoridad y brutalidad. El sfik se obtiene a través de una victoria en combate, la posesión de algo de valor o ganarse el respeto de otros: los seguidores con su propio sfik fortalecen el sfik de su dirigente. Un kif que pierde su sfik probablemente morirá a manos de sus seguidores. Los kif no parecen tener valores morales;  son piratas y caníbales, considerados viles y peligrosos por las otras especies.
Ocasionalmente, un líder gana bastante sfik para conseguir el estado de hakkikt. Estos individuos son vistos por los mahendo como un factor desestabilizador. Durante la saga de Chanur varios hakkiktun buscan llegar a ser el mekt-hakkikt, el dirigente de todos los kif, algo que ningún kif ha logrado jamás.
Los Kif son lingüísticamente muy hábiles y adaptables. Son daltónicos, y los colores de su ropa son el negro y el gris. Utilizan códigos de puntos en vez de códigos de color para su hardware. A diferencia de los otros respiradores de oxígeno, son capaces de mantenerse despiertos y físicamente activos durante el "Salto".

### Respiradores de metano

#### Tc'a y Chi
Los Tc'a son seres parecidos a enormes serpientes de color amarillo con cinco ojos y los chi son parecidos a artrópodos. Las dos especies están relacionadas de una manera que ninguno de los respiradores de oxígeno entiende, pero es (presumiblemente) algo simbiótico. Son tecnológicamente muy adelantados. Aunque resulta complicado entenderlos porque tienen cerebros multi-tarea y su discurso se divide en varias partes, gracias a la mediación de los Stoh se pueden entender y comerciar con las otras especies.

#### Knnn
Knnn, la raza más misteriosa y extraña de todas, son como melenas de cabello negro con múltiples patas: parecen ser la especie tecnológicamente más avanzada, ya que pueden maniobrar en el hiperespacio y llevarse a otras naves. Solo los tc'a pueden comunicarse con ellos (o eso dicen); el knnn es incomprensible y por tanto considerado peligroso por las otras especies. Desde que están en el pacto truecan la mercancía que quieren por otra que consideren pago suficiente lo que supone una mejora sobre su costumbre anterior de llevárselo todo gratis.

## Tecnología del Pacto
Existen tres clases principales de naves espaciales: superficie-a-órbita, mineras, y naves de salto. Los dos primeros tipos utilizan motores de reacción; pero solo las naves del salto pueden cruzar distancias interestelares. Son también los más rápidos transportes de carga, suelen ir fuertemente armadas.
Las naves de salto no entran al hiperespacio propiamente dicho sino que a apuntan a una estrella y se "deslizan" a lo largo de la llamada interfaz entre espacio e hiperespacio. Hay un límite de distancia para un salto, según sea la potencia y la masa de la nave; una nave que se pase de salto se puede desvanecer y no salir nunca de ese salto. Un salto puede durar varias semanas de tiempo objetivo pero subjetivamente puede durar horas. De todas formas es algo que deja agotada a la tripulación.

Las estaciones espaciales son compartidas por todas las razas y han sido construidas como donuts enormes que giran para mantener una gravedad artificial proporcionada por la fuerza centrífuga; lo que es un problema para el atraque de naves de carga que deben ajustar su acoplamiento con el giro de la estación. 
Las naves hani, como El Orgullo de Chanur, están basadas en tecnología mahendo. El muelle de carga está delante y el hábitat se encuentra en una especie de carrusel que proporciona "gravedad" durante vuelo inercial y el salto. En la parte trasera de la nave está el motor principal. Las naves de guerra tienen menos carga y más armamento. A menudo sus partes pueden separarse, incluso un carguero soltar su carga cuándo necesita ganar más velocidad.  
Las armas incluyen láseres, cañones automáticos, y baterías de misiles; las armas personales incluyen pistolas láser y "AP, estas últimas disparan cartuchos explosivos. Los cuchillos son usados a veces. Hani y kif tienen garras y dientes afilados. Los mahendo tienen garras, pero usarlas está muy mal visto en su cultura.

## Resumen

### El Orgullo de Chanur
El equilibrio de poder y la estabilidad económica del Pacto se tambalean cuándo un ser humano llamado Tully escapa de sus captores kif en la Estación Meetpoint y busca refugio en una nave hani, El Orgullo de Chanur, capitaneada por la aguerrida Pyanfar Chanur. Los kif habían torturado a la tripulación de Tully para forzarles a decir la ubicación de su planeta, ya que su especie les era desconocida. Los kif inician la persecución de El Orgullo, pero los imprevisibles y poderosos knnn roban la nave kif y dejan a cambio una nave humana, el Ulysses, donde Tully se reúne con su especie.

### La aventura de Chanur
Dos años después de los acontecimientos de El Orgullo de Chanur, Pyanfar Chanur regresa con su nave a la estación Punto de encuentro, donde Tully le cuenta que una flota de naves humanas está en camino, aunque Tully no sabe si  vienen para establecer relaciones de comercio con el Pacto o para atacar a los kif como venganza por lo sucedido en la primera novela. Esto puede romper el equilibrio del Pacto. Al mismo tiempo, dos kif, Akkhtimakt y Sikkukkut, están en lucha para convertirse en el mekt-hakkikt y unir a los kif en una sola nación, una perspectiva que inspira pavor en el Pacto. Sikkukkut persuade a Pyanfar para luchar juntos contra Akkhtimakt. Cuando el sistema hani corre peligro, llegan la mahendo Goldtooth y la flota humana y los dos rivales kif son derrotados. Una delegación del Pacto va a establecer relaciones comerciales en el espacio humano, pero Tully prefiere quedarse como miembro de la tripulación de Chanur.

### El Legado de Chanur
El Pacto está en paz gracias a Chanur, que es ahora presidenta del espacio del Pacto. Ocho años más tarde, Hilfy Chanur, su sobrina, que ahora comanda la nave Legado de Chanur, llega a Punto de encuentro. Allí el gestor eshto-shti-stlen la ofrece un contrato de un millón de créditos para entregar un precioso oji (artefacto cultural) a Atli-lyen-tlas, el embajador stsho en la estación Urtur. Hilfy acepta el contrato junto con el oji y su stsho guardián. El problema empieza cuando no pueden encontrar a Atli-lyen-tlas. Una facción mística mahendo quiere el oji y está buscando al embajador. Vikktakkht, un kif hakkikt, rescata a Atli-lyen-tlas y le da refugio en zona kif, persuadiendo a Hilfy para que vaya a su encuentro. 

## Publicación
- Cherryh, C. J. The Pride of Chanur, DAW Books, 1981.
- Cherryh, C. J. Chanur's Venture, DAW Books, 1984.
- Cherryh, C. J. The Kif Strike Back, DAW Books, 1985.
- Cherryh, C. J. Chanur's Homecoming, DAW Books, 1986.
- Cherryh, C. J. Chanur's Legacy, DAW Books, 1992.
- Cherryh, C. J. The Chanur Saga (ómnibus), DAW Books, 2000.
- Cherryh, C. J. Chanur's Endgame (ómnibus), DAW Books, 2007.